# ガリア起源説
ガリア起源説（ガリアきげんせつ）は、フランス人が自分達のルーツを古代ガリア人に求めることを指す。類似するものに、スウェーデンのゴート起源説、ハンガリーのフン起源説等がある。

## 近世～絶対王政時代
フランス人が自らのルーツをガリア人に求め始めるのは、一般に近代ナショナリズムの時代だと思われがちだが、その嚆矢は既に近世初期に現れていた。
1498年にヴィテルボのアンニウスが『古代雑篇』"Antiquitatum Variarum"を著したが、これを見た詩人ジャン・ルメール・ド・ベルジェは散文によって歴史小説風の『ガリアの顕賞とトロイアの特殊性』"Illustrations de Gaule et singularitez de Troye (1510–1514)"を書いた。何れもフランスの起源をガリアに求めているのであるが、後者は著者がブルターニュ女公アンヌを通じてヴァロア朝のルイ12世に伺候していた関係から、特にガリアの優越を強調した内容になり、トロイアの英雄ヘクトールをブルグント王国に関係付けている。当時フランスはブルターニュ女公とルイの婚姻によって領土の再統一を果たし、北イタリアにも侵攻してミラノを領有。ローマ教皇や神聖ローマ帝国とも対立を深めており国威の発揚という要素もある。
1589年にブルボン朝が成立し、絶対王政が確立されるが、フランスのガリア研究は滞ることなく行われた。他方、ブルボン朝の君主達も、王権強化のためにガリアを利用したそうである。1610年にルイ13世が即位するが、彼の成聖式を記録した『フランス儀典書』に拠ると、当時のランスのサン・ドニ門にはガリアの伝説の王サモスの像が刻まれ、サモスがランスを築いたと記されていた。元々、歴代フランスの王はランスのノートルダム大聖堂で戴冠式を挙げていたから、サモスとランスを結び付けることでフランスの王権が由緒正しいものであると主張したのである。そしてサモスが築いたランスを、ローマを築いたとされるレムスが発展・完成させたと記している。これはローマに対するガリアの優越性を示すものであったとされる（今村真介『王権の修辞学』講談社選書メチエ、2004年）。

## 近代ナショナリズムの時代

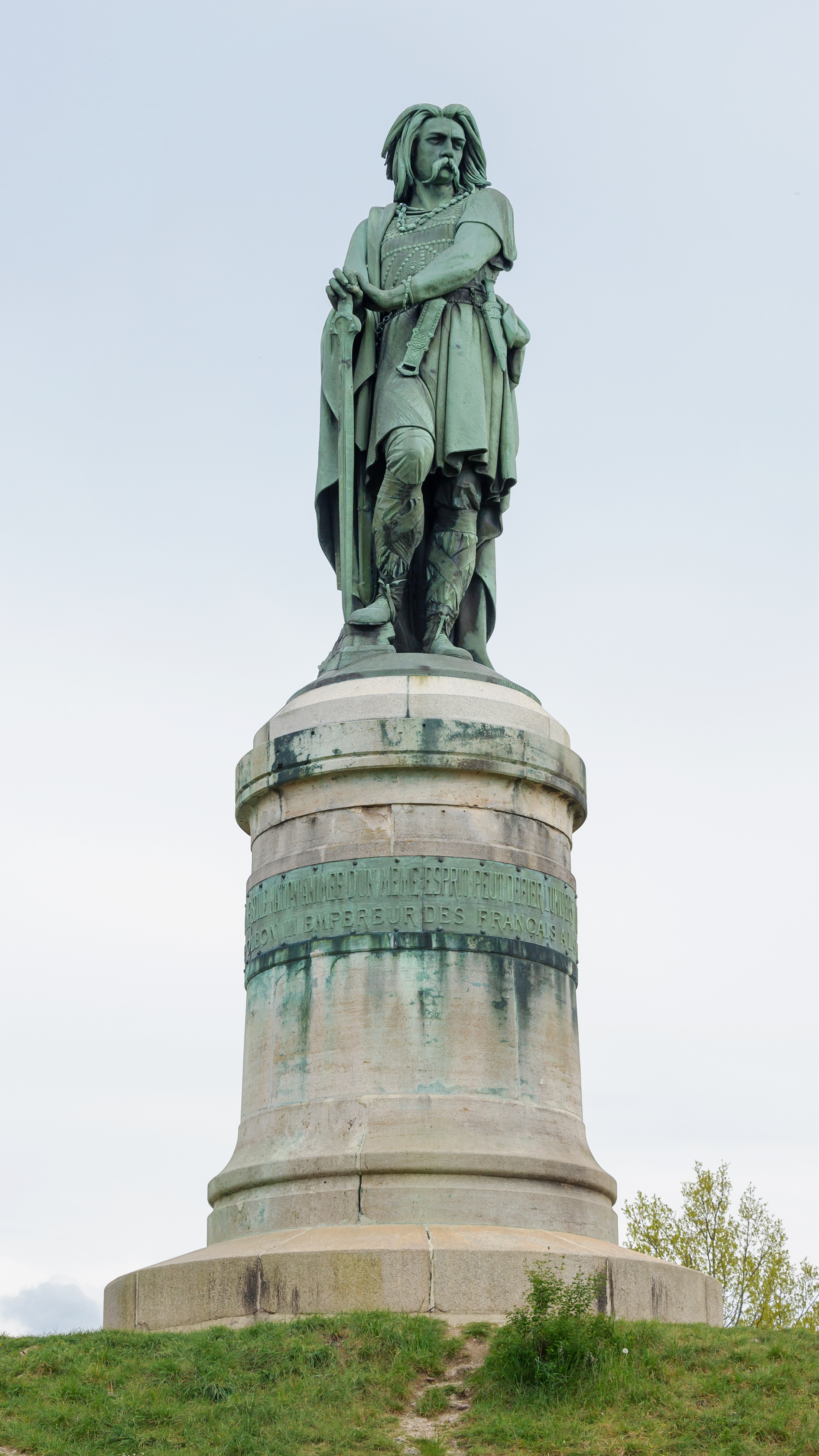
アレシアに建つウェルキンゲトリクスの像

1789年にフランス革命が勃発して王政が打倒されるが、このフランス革命を以って近代国民国家の始まりとされる。当時、フランス人達は、貴族をフランク人の末裔と見做し、他方、自分達をガリア人の末裔と見做したという。
その後復古王政時代となり、国王ルイ18世の后であったマリー・ジョゼフィーヌ・ド・サヴォワの墓碑には『ゴール人（＝ガリア人）の王妃』と刻まれた。かくして、フランス人＝ガリア人というイメージが形成されていくのである。
19世紀半ば、ヨーロッパでナショナリズムが吹き荒れていた。当然、フランスでも起きたが、その時に利用されたのがガリアである。当時、フランスは第二帝政の時代であったが、時の皇帝ナポレオン3世はアレシアで大規模な発掘調査を行い、その地にウェルキンゲトリクスの銅像を築いたのである。ウェルキンゲトリクスはフランス最初の英雄、ガリア解放の英雄とされた。